# Kreisarchiv Rhein-Neckar-Kreis
Das Kreisarchiv Rhein-Neckar-Kreis ist die zentrale Einrichtung zur Archivierung und Dokumentation der historischen Überlieferung des Rhein-Neckar-Kreises sowie seiner Vorgängerbehörden, darunter die ehemaligen Landkreise Heidelberg, Mannheim und Sinsheim. Es wurde 1990 eingerichtet und hat seinen Sitz in Ladenburg. Das Kreisarchiv führt Projekte zur Erfassung von Kleindenkmalen im Rhein-Neckar-Kreis durch und veröffentlicht Vorträge und Veranstaltungen zur regionalen Geschichte.

## Aufgaben
Die Aufgaben des Kreisarchivs sind in der vom Kreistag verabschiedeten Archivordnung festgelegt. Es bewahrt Dokumente von bleibendem rechtlichen oder historischen Wert, sorgt für deren Erhaltung und macht sie der Öffentlichkeit zugänglich. Zudem sammelt es für die Geschichte und Gegenwart des Landkreises bedeutsame Dokumente und unterhält eine Bibliothek. Durch Vorträge und Ausstellungen engagiert sich das Kreisarchiv in der historischen Bildungsarbeit und fördert die Erforschung der Kreis- und Heimatgeschichte.

## Bestände und Nutzung
Das Kreisarchiv verwahrt neben dem Schriftgut des Rhein-Neckar-Kreises auch Unterlagen der Vorgängerbehörden. Die Bestände stehen der Öffentlichkeit nach vorheriger Terminvereinbarung zur Einsichtnahme zur Verfügung. Die Öffnungszeiten sind Montag, Dienstag, Donnerstag und Freitag von 07:30 bis 12:00 Uhr sowie Mittwoch von 07:30 bis 17:00 Uhr.

## Publikationen (Auswahl)
Sonderveröffentlichungen:
- Jörg Kreutz, Berno Müller (Hrsg.): Die wunderbare Welt der Weihnachtskrippen. Text: Berno Müller, Fotos: Dorothea Burkhardt. 2024, ISBN 978-3-932102-48-6.
- Jörg Kreutz, Berno Müller (Hrsg.): Sakrale Kunst im Rhein-Neckar-Kreis. Fotografien: Dorothea Burkhardt, Beiträge von Hans Gercke u. a. 2018, ISBN 978-3-932102-39-4.
- Stefan Hagen, Jörg Kreutz, Berno Müller (Hrsg.): Unsere Schicksalsjahre 1944/45. Beiträge von Stefan Hagen u. a. 2014, ISBN 978-3-932102-31-8.
- Rhein-Neckar-Kreis. Impressionen – Impressions. Fotografien: Dorothea Burkhardt, Texte: Jörg Kreutz und Berno Müller. 2012, ISBN 978-3-932102-28-8.

Bausteine zur Kreisgeschichte:
- Jörg Kreutz: Das kurpfälzische Exemplar der Goldenen Bulle. 2024, ISBN 978-3-932102-47-9.
- 50 Jahre Kreistag. Wahlen, Abgeordnete, Bilanzen 1946–1996. ISBN 3-932102-00-2.
- Kulturzentrum Kommandantenhaus Dilsberg. 1997, ISBN 3-932102-01-0.
- Marquard Freher: De Lupoduno. 1998, ISBN 3-932102-02-9.
- Albert Neckenauer: Das Amt des Landrats im Wandel der Zeit. 2000, ISBN 3-932102-05-3.